# Indian Hemp Drugs Commission

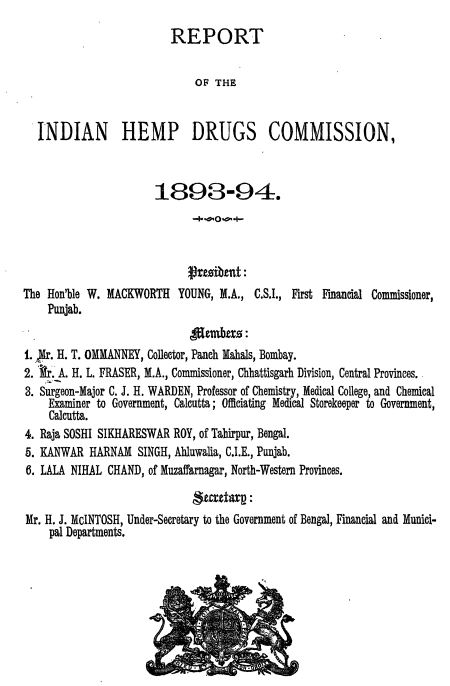
Deckblatt des Reportes der IHDC

Die Indian Hemp Drugs Commission (deutsch: „Indische Hanf-Drogen-Kommission“) untersuchte, im Auftrag der Regierung Britisch-Indiens, von 1893 bis 1894 die Auswirkungen der Produktion und des Konsums von Rauschhanf in der Provinz von Bengal und ganz Indien.

## Geschichte
Am 2. März 1893 wurde im britischen House of Commons die Frage nach den Auswirkungen der Rauschhanfproduktion in der Provinz Bengal aufgeworfen. Infolgedessen berief die Regierung Britisch-Indiens am 3. Juli 1893 eine siebenköpfige Kommission ein, deren Untersuchungsgebiet auf Anregung des Earl of Kimberley (John Wodehouse, 2. Earl of Kimberley) auf ganz Indien erweitert wurde.

### Die Arbeit der Kommission
Die Mitglieder der Kommission traten erstmals am 3. August 1893 in Kalkutta zusammen und arbeiteten von da an bis zum 6. August des folgenden Jahres, als die Studie endete. Im Verlauf ihrer Arbeit befragte die Kommission in 86 Sitzungen 1.193 Zeugen und führte Exkursionen in dreißig Städten in acht Provinzen durch.
Die Zeugen, deren Aussagen von der Kommission aufgenommen wurden, wurden in drei Kategorien unterteilt:
1. Regierungsangestellte, die Informationen über Hanf auf der Grundlage ihrer offiziellen und lokalen Erfahrungen geben können.
2. Nicht-Regierungsangestellte aller Ränge, die Informationen über Hanf generell oder seine Verbindung mit bestimmten Bevölkerungsklassen geben können.
3. Andere Personen oder Personenvereinigungen, die Tatsachen oder Meinungen berichten können, die für die Kommission von Interesse sind.

Insgesamt befragt wurden:
- Zivile Regierungsangestellte: 467
- Medizinische Regierungsangestellte: 214
- Privat-Praktizierende-Mediziner (Europäische Methoden): 34
- Privat-Praktizierende-Mediziner (Einheimische Methoden): 87
- Hanfbauern: 144
- Missionare: 34
- Verbände: 24
- Im Hanfhandel tätige Personen: 75
- Gelehrte: 55
- Sonstige Personen: 59

Um die Sammlung der Informationen zu erleichtern und zu standardisieren, wurden jeweils dieselben 70 Fragen an die Zeugen gestellt. Die schriftlichen Antworten auf diese Fragen bildeten den Großteil der Beweise der Kommission.

## Der Bericht
Der Abschlussbericht wurde in sieben Bänden mit insgesamt 3.281 Seiten veröffentlicht.
Er ging auf die körperliche, geistige und moralische Wirkung von Rauschhanf, sowie seinen Anbau, die Verarbeitung und die entsprechenden Verwaltungsmaßnahmen ein.

### Die körperlichen Effekte
Die Kommission gab an, zu dem Schluss gekommen zu sein, dass die moderate Nutzung von Rauschhanf von praktisch keinerlei negativen Effekten begleitet wird.

### Die geistigen Effekte
In Bezug auf die angebliche Geistesverwirrung durch Rauschhanf, kam die Kommission zu dem Schluss, dass die moderate Nutzung keine schädlichen Auswirkungen auf den Geist hat.

### Die moralischen Effekte
Die Kommission gab an, keinen ausreichenden Grund für die Annahme entdeckt zu haben, dass der moderate Gebrauch von Rauschhanf den Charakter des Konsumenten schädlich beeinflusst, während jedoch übermäßiger Konsum moralische Schwäche und Verderbtheit durchaus verstärken könne.